# Limnichus nigripes
Limnichus nigripes is een keversoort uit de familie dwergpilkevers (Limnichidae). De wetenschappelijke naam van de soort werd in 1893 gepubliceerd door Thomas Broun.